# François Hanriot
François Hanriot (ur. 3 grudnia 1759 w Nanterre, zm. 28 lipca 1794 w Paryżu) – działacz francuski czasów Wielkiej Rewolucji Francuskiej, związany z klubem jakobinów.

## Życiorys
Hanriot urodził się w ubogiej rodzinie służących z Nanterre. Przed rewolucją kilkakrotnie zdobywał podrzędną posadę urzędniczą, za każdym razem tracił pracę za nieuczciwość i niesumienność, przez co żył w ubóstwie. Obdarzony naturalnym talentem mówcy, Hanriot zdołał po wybuchu rewolucji zostać przywódcą sankiulotów gromadzących się w paryskim Ogrodzie Botanicznym. Brał udział w obaleniu monarchii 10 sierpnia 1792 oraz w masakrach wrześniowych.
Udział Hanriota w obaleniu monarchii przełożył się na dalszy wzrost wpływów Hanriota wśród radykałów. Został dowódcą specjalnej sekcji sankiulockiej w Komunie Paryża, a 30 maja – dowódcą Gwardii Narodowej. Odegrał decydującą rolę w faktycznym zamachu stanu 30 maja-2 czerwca, otaczając gmach Konwentu Narodowego na czele 80 tys. sankiulotów i żądając aresztowania deputowanych żyrondystów. Jean Paul Marat nazwał go po tym wydarzeniu „zbawcą ojczyzny”. Po tym wydarzeniu podał się do dymisji ze stanowiska dowódcy Gwardii Narodowej, jednak Komuna Paryża nie tylko jej nie przyjęła, ale i nadała mu stopień brygadiera (3 lipca 1793), a następnie stopień generalski (19 września 1793).
Należał do klubu kordelierów, popierał skrajnie radykalną frakcję hebertystów, zdołał jednak uniknąć procesu i egzekucji, gdy Komitet Ocalenia Publicznego zdecydował o postawieniu jej członków przed Trybunałem Rewolucyjnym. O pozostawieniu go na wolności osobiście zdecydował Maximilien de Robespierre. W okresie wielkiego terroru pozostał komendantem Gwardii Narodowej.
W czasie przewrotu thermidoriańskiego Konwent Narodowy opanowany przez przeciwników Robespierre'a usunął go ze stanowiska. Hanriot nie został jednak aresztowany razem z Robespierre'em, Saint-Justem, Couthonem i innymi. Usiłował organizować opór przeciwko thermidorianom i ratować przywódców jakobinów. Ostatecznie został schwytany przez oddziały wierne Konwentowi Narodowemu, gdy te otoczyły ratusz, w którym znajdowali się robespierryści. Ranny podczas ucieczki, został zgilotynowany 28 lipca razem z czołowymi jakobinami.